# Алтингия
Алти́нгия, также Альтингия (лат. Altingia) — род растений семейства Алтингиевые (Altingiaceae).

## Название
Род был описан в 1785 году испанским ботаником Франсиско Нороньей (1748—1788) и был им назван в честь Виллема Арнольда Алтинга (нидерл. Willem Arnold Alting) (1724—1800), генерал-губернатора Голландской Ост-Индии (1780—1797), который оказывал Норонье содействие в его работах.

## Ботаническое описание
Вечнозелёные деревья, достигающие 10—50 м в высоту.
Листья спирально расположенные вдоль стебля, от ланцетных до яйцевидных или обратнояйцевидных, с зубчатым краем, 4—15 см длиной и 2—7 см шириной.
Цветки собраны в плотные шарообразные 5—30-цветковые (в зависимости от вида) соцветия, похожие на соцветия ликвидамбара.

## Ареал
5 видов рода являются эндемиками Китая, остальные также произрастают в Азии: в Бутане, Камбодже, Индии, Вьетнаме, Лаосе, Малайзии, Индонезии, Мьянме и северном Таиланде.

## Классификация
Род Алтингия входит в семейство Алтингиевые (Altingiaceae) порядка Камнеломкоцветные (Saxifragales).
|  |                                      |  |                                                               |                                                               |                                      |  | ещё 14 семейств (согласно Системе APG III) |                                    |                                    |                |
|  |                                      |  |                                                               |                                                               |                                      |  |                                            |                                    |                                    | около 11 видов |
|  |                                      |  |                                                               | порядок Камнеломкоцветные                                     |                                      |  |                                            |                                    | род Алтингия                       |                |
|  |                                      |  |                                                               | порядок Камнеломкоцветные                                     |                                      |  |                                            |                                    | род Алтингия                       |                |
|  | отдел Цветковые, или Покрытосеменные |  |                                                               |                                                               | семейство Алтингиевые (Altingiaceae) |  |                                            |                                    |                                    |                |
|  | отдел Цветковые, или Покрытосеменные |  |                                                               |                                                               |                                      |  |                                            |                                    |                                    |                |
|  |                                      |  | ещё 58 порядков цветковых растений (согласно Системе APG III) | ещё 58 порядков цветковых растений (согласно Системе APG III) |                                      |  |                                            | роды Ликвидамбар и Семиликвидамбар | роды Ликвидамбар и Семиликвидамбар |                |
|  |                                      |  |                                                               | ещё 58 порядков цветковых растений (согласно Системе APG III) |                                      |  |                                            |                                    | роды Ликвидамбар и Семиликвидамбар |                |

### Виды
По информации базы данных The Plant List, род включает 11 видов:
- Altingia cambodiana Lecomte
- Altingia chinensis (Champ.) Oliv. ex Hance
- Altingia excelsa Noronha
- Altingia gracilipes Hemsl.
- Altingia indochinensis H.T.Chang
- Altingia multinervis C.Y.Cheng
- Altingia obovata Merr. & Chun
- Altingia poilanei Tardieu
- Altingia siamensis Craib
- Altingia tenuifolia Chun ex H.T.Chang
- Altingia yunnanensis Rehder & E.H.Wilson